# Hans Gerd Krogmann
Hans Gerd Krogmann (* 1. Juni 1935; † 7. Juni 2018 in Waldbröl) war ein deutscher Hörspielregisseur und Schriftsteller.

## Auszeichnungen
Seine Inszenierungen wurden mehrfach als Hörspiel des Monats ausgezeichnet. 1987 erhielt er für das Stück Drei Männer im Feld von Ludwig Harig (WDR 1986) den renommierten Hörspielpreis der Kriegsblinden. 1992 wurde Der Erdbebenforscher von Gisela von Wysocki (BR/NDR) als Hörspiel des Jahres ausgezeichnet.

### Hörspiele des Monats
- 1982 Februar: Noten an den Rand des Lebens von Christian Linder (WDR)
- 1984 März: Der verbotene Garten – Fragmente über d’Annunzio von Tankred Dorst (SDR)
- 1986 April: Ich, Feuerbach von Tankred Dorst (SDR)
- 1988 März: Mordnilapsuspalindrom von Oskar Pastior, (WDR/SFB/SR)
- 1992 Mai: Der Erdbebenforscher von Gisela von Wysocki (BR/NDR)
- 1994 Oktober: Zyniker von Anatoli Marienhof (NDR)
- 1998 Februar: Mein Liebling bist du. Ein Schreckensfetzen von Chris Ohnemus (DLR/SR)
- 1998 Juni: Warum ist es am Rhein so schön – Eine Berliner Geschichte von Peter Steinbach (WDR/DLR/SDR)
- 1998 September: Der Ritt auf dem Tetramorph von Patricia Görg (SWR/BR/DLR/NDR)

## Hörspiele
- 1972: Bergmannshörspiel. Hörspiel aus Originalaufnahmen, Regie: der Autor (WDR)
- 1978: Wanderer Fantasie Regie: der Autor (WDR/SWF)
- 1980: Apfelbaum und grüner Zweifel Regie: der Autor, Komposition: Werner Haentjes (WDR)
- 1981: Stich nebens Herz, Regie: der Autor (WDR)
- 1983: Ha! oder Die schiere Weisheit des Alters, Regie: der Autor, Komposition: Arturo Möller (SWF)
- 1984: Unheimlich wüste Erinnerung an ein Bergwerksunglück, Regie: der Autor, Komposition: Peter Zwetkoff (SWF)
- 1985: Peter Zwetkoff – Musiker und Zeitgenosse zusammen mit Hartmut Kirste, Regie: Hermann Naber (SWF)
- 1987: Gwendolins Erdreich, Regie: der Autor, Komposition: Peter Zwetkoff (SWF)
- 1990: Komische Nummern, blutige Witze, makabre Pointen zusammen mit Karlheinz Braun, Regie: der Autor (HF/BR)

## Regiearbeiten Hörspiele (Auswahl)
- 1963: Henning Harms: Interview mit einem Astronauten (WDR)
- 1964: Peter Stripp: Mittagspause (WDR)
- 1965: Hans Henny Jahnn: Neuer Lübecker Totentanz (WDR)
- 1966: Max von der Grün: Smog (WDR)
- 1966: Henryk Bardijewski: Märchen 62 (SWF)
- 1967: Marguerite Duras: Seen und Schlösser (SWF)
- 1968: Arnold E. Ott: Der Mörder soll sterben (SWF)
- 1968: Rolf Schneider: Anatomie eines Unfalls (SWF/WDR)
- 1969: Nicolas Born: Zerstörung eines Hauses(SWF/WDR)
- 1969: Bazon Brock: Grundgeräusche und ein Hörraum. Auf dem Wege zu einer Grammatik akustischer Umweltbestimmung (WDR/SFB)
- 1969: Hans Magnus Enzensberger: Das Verhör von Habana (WDR/HR)
- 1969: Wolf Vostell: 100 x Hören und Spielen. Ein Aktionsspiel (WDR)
- 1970: Wolfgang Weyrauch: Wie geht es Ihnen? (WDR)
- 1970: Carl-Ludwig Reichert: Spielverderber unerwünscht (SWF)
- 1970: Dieter Kühn: Schlachtsinfonie (WDR)
- 1971: Max Bense: Metro – Babylon (WDR)
- 1971: Urs Widmer: Operette (WDR/HR)
- 1972: Yaak Karsunke: & jetzt Bachmann – Abrichtung eines Täters (WDR/HR)
- 1973: Günter Wallraff, Jens Hagen: Das Kraftwerk – oder Was wollt Ihr denn, Ihr lebt ja noch (WDR/NDR/RIAS)
- 1973: Walter Kempowski: Haben Sie Hitler gesehen? (WDR)
- 1974: Pierre Villon: Der achte Zyklus des Herrn 7 K (WDR)
- 1975: Helmut Heißenbüttel: Nachrichtensperre (WDR)
- 1976: Urs Widmer: Die Ballade von den Hoffnungen der Väter (WDR)
- 1977: Barbara Frischmuth: Ich möchte, ich möchte die Welt. Hörspiel für Frauenstimmen (SWF)
- 1977: Ernst Schnabel: Der 29. Januar 1977 (WDR/NDR/SFB)
- 1977: Elke Heidenreich, Bernd Schroeder: Rentenheirat – Hörspiel im Ruhrpottdialekt (WR/SWF)
- 1978: Ernst Gethmann: Handel und Wandel – Radionovelle (SWF)
- 1978: Horst Ehlert: Geteiltes Glück im doppelten Deutschland. Versuch einer Dokumentation (WDR/SR)
- 1979: Jewgenij Iwanowitsch Samjatin: Wir (SWF/RIAS/BR)
- 1979: Hubert Wiedfeld: Wenn der Vater die Zähne verliert, müssten dem Sohn Hände wachsen(WDR/RB/SR)
- 1979: Erika Runge: Die merkwürdigen Abenteuer einer zuverlässigen und keineswegs aufsässigen Chef-Sekretärin (WDR)
- 1980: Walter E. Richartz: Stadt und Land (BR)
- 1981: Ginka Steinwachs: Eine Frau in Bewegung, die Frau von Stand (WDR/NDR)
- 1982: Lars Gustafsson: Die Tennisspieler (WDR/NDR)
- 1982: Elfriede Jelinek: Frauenliebe – Männerleben (SWF/HR)
- 1982: Hubert Wiedfeld: Das tote Herz (WDR/NDR/SR)
- 1983: Hubert Wiedfeld: Die Überwindung des subhercynen Beckens – Satyrspiel (WDR/BR)
- 1983: Ria Endres: Auferstehung des Fleisches(WDR)
- 1984: Christian Linder: Der Tod des letzten Schriftstellers (WDR/DLF)
- 1984: Tankred Dorst: Der verbotene Garten. Fragmente über D’Annunzio (SDR)
- 1985: Karl-Heinz Bölling: Briefer (WDR)
- 1985: Einar Schleef: Gewöhnlicher Abend – Szene für Mutter, Tochter, Sohn und Chor (SWF)
- 1986: Heinrich Böll: Frauen vor Flußlandschaft (BR/WDR)
- 1986: Hubert Fichte: Ich bin ein Löwe und meine Eltern sind Eichen und Steine (NDR)
- 1986: Ludwig Harig: Drei Männer im Feld (WDR)
- 1987: Gerhard Zwerenz: Antwort des toten Soldaten an seinen Herrn Hauptmann (HR)
- 1987: Heinar Kipphardt: Von deutschen Pflichtmenschen (BR/HR/NDR)
- 1988: Fritz Mikesch: Schatten im Feuer (SFB/BR/SR)
- 1988: Gerhard Köpf: Piranesi oder Der Quälgeist (SWF)
- 1988: Marlene Streeruwitz: Alkmene (WDR/RB/ORF)
- 1989: Raymond Federman: Die Nacht zum 21. Jahrhundert oder Aus dem Leben eines alten Mannes (BR/SR)
- 1989: Maria Volk: Merzbau (BR)
- 1990: Ursula Krechel: Sitzen Bleiben Gehen (SWF)
- 1990: Gert Hofmann: Der große Stunk (WDR)
- 1991: Anthony Burgess: Das Treffen in Valladolid (DLF/BR)
- 1991: Elfriede Jelinek: Burgteatta (BR/ORF)
- 1991: Gerhard Zwerenz: Des Meisters Schüler (Sachsen Radio)
- 1991: Miguel de Unamuno: Fernando Krapp hat mir diesen Brief geschrieben. Ein Versuch über die Wahrheit (SDR/Funkhaus Berlin)
- 1991: Gerhard Köpf: Die Ermordung des Johann Joachim Winckelmann durch den Kupferstecher Giambattista Piranesi (SWF)
- 1992: Gisela von Wysocki: Der Erdbebenforscher (BR/NDR)
- 1992: Karlheinz Koinegg: Die Augen der heiligen Clara (Original-Hörspiel – WDR)
- 1993: Christine Wunnicke: Der größte Schachzug des Wolfgang von Kempelen  (SDR)
- 1994: Patricia Görg: Zoo (SWF)
- 1994: Jens Sparschuh: Rückzu (SR/MDR)
- 1995: Unica Zürn, Ursula Krechel: Im Ohrensal (BR)
- 1995: Peter Eckhart Reichel: Barclay & Felipe (SFB)
- 1996: Elfriede Jelinek: Stecken, Stab und Stangl – Eine Leichenrede,  (ORF/BR)
- 1996: Matthias Matussek: Deutschland privat (SFB)
- 1997: Yoko Tawada: Orpheus oder Izanagi. Die Rückkehr aus dem Reich der Toten (SDR/NDR)
- 1998: Peter Steinbach: Warum ist es am Rhein so schön… (WDR/DLR)
- 1999: Theodor Weißenborn: Die Wohltaten des Regens (WDR)
- 1999: Gabriele Wohmann: Direct Call (SWF)
- 2000: Johann Jakob Christoffel von Grimmelshausen: Der abenteuerliche Simplicissimus (SWF)
- 2001: Said: Friedrich Hölderlin empfängt niemanden mehr! (SWF)
- 2001: Ria Endres: Alles hat seine Zeit (SWF)
- 2002: Franz Fühmann: Prometheus (MDR)
- 2002: Michael Naura: Der lange Sturz (NDR)
- 2003: Carlo Fruttero/Franco Lucentini: Die Farbe des Schicksals (SWR)
- 2004: Brian Friel: Das Jalta-Spiel (MDR)
- 2005: Ria Endres: Denken leicht gemacht
- 2006: Adolf Schröder: Nebelflecken (DKultur)
- 2006: Ingomar von Kieseritzky: Geisterstunde (SWF)
- 2007: José Saramago: Das Evangelium nach Jesus Christus (NDR)
- 2007: Dieter Kühn: Überholmanöver auf der Tonspur (SWR)
- 2008: Brigitte Kronauer: Errötende Mörder (NDR)
- 2009: Hubert Wiedfeld: Vom Schlaf in den Steinen (HR)
- 2010: Matthias Wittekindt: Die Störung (SWR)
- 2011: Gert Loschütz: Auf der Birnbaumwiese (HR/WDR)
- 2012: Philippe Claudel: Das Geräusch der Schlüssel (NDR)
- 2013: Ursula Krechel: Wenn man ein gleichschenkliges Dreieck auf den Kopf stellt (SWR)
- 2013: Patricia Görg: Die Unkontaktierten (DKultur)
- 2014: Matthias Karow: König Röschken (DKultur)
- 2014: Brigitte Kronauer: Herr Hagenbeck hirtet (HR/NDR)
- 2014: Sibylle Lewitscharoff: Pfingstwunder (HR/DKultur)
- 2016: Elias Canetti: Gegen den Tod (DKultur)
- 2016: Patricia Görg: Es bleibt spannend – Ein Wahlabend-Oratorium (NDR)
- 2017: Gisela Elsner: Otto der Großaktionär (HR)
- 2017: Patricia Görg: Kunckels Kunst (DLF Kultur)

## Werke
- Die Jahre der schwarzen Vögel, Roman. Edition Pestum, Franz Schneider Verlag, München 1983, ISBN 3-505-08571-5
- Gwendolins Erdreich, Roman. Edition Pestum, Arena Verlag, Würzburg 1988, ISBN 3-401-08002-4